# Merrie Land
Merrie Land és el segon i definitiu àlbum del supergrup britànic The Good, the Bad & the Queen. Fou produït per Tony Visconti i publicat el 16 de novembre de 2018.

## Producció
L'enregistrament de les noves cançons van començar a principis de 2017 quan Albarn, Simonon i Tong es van trobar a Blackpool. Tanmateix, Albarn no es va centrar específicament en aquest àlbum ja que es va allargar durant dos anys per les gires que va realitzar amb Gorillaz.
La banda va anunciar la publicació de l'àlbum, el primer senzill que era homònim, i una minigira pel Regne Unit de només cinc dates pel desembre de 2018.
Albarn va comentar en una entrevista que aquest treball era com una carta de comiat reticent cap a la Unió Europea arrel del Brèxit, i un conjunt d'observacions i reflexions sobre el sentiment d'identitat britànic de 2018.
La portada de l'àlbum és una imatge de Michael Redgrave provinent de la pel·lícula terrorífica Dead of Night (1945), en la qual interpreta un ventríloc agafat per la seva titella.

## Llista de cançons
Totes les lletres escrites per Damon Albarn, totes les cançons foren compostes per Damon Albarn, Tony Allen, Paul Simonon, Simon Tong i Tony Visconti.
| Núm.          | Títol                   | Durada |
| ------------- | ----------------------- | ------ |
| 1.            | «Introduction»          | 0:13   |
| 2.            | «Merrie Land»           | 4:46   |
| 3.            | «Gun to the Head»       | 4:19   |
| 4.            | «Nineteen Seventeen»    | 3:43   |
| 5.            | «The Great Fire»        | 3:56   |
| 6.            | «Lady Boston»           | 4:19   |
| 7.            | «Drifters & Trawlers»   | 2:34   |
| 8.            | «The Truce of Twilight» | 4:22   |
| 9.            | «Ribbons»               | 2:52   |
| 10.           | «The Last Man to Leave» | 2:38   |
| 11.           | «The Poison Tree»       | 3:40   |
| Durada total: | Durada total:           | 37:28  |

| 12. | «St. George And The Blackbird» |  |
| 13. | «The Imperial»                 |  |

| 14. | «St. George And The Blackbird» (instrumental) |  |
| 15. | «The Imperial» (instrumental)                 |  |

- La cançó «Introduction» conté un sample d'un diàleg de la pel·lícula Un conte de Canterbury.